# Cmentarz Wojenny w Rybnie
Cmentarz wojenny w Rybnie - żołnierskie miejsce pochówku, będące częścią cmentarza parafialnego parafii św. Bartłomieja Apostoła.

## Historia
Cmentarz parafialny został założony w 1829 r., natomiast kwatera wojenna została wydzielona w okresie II wojny światowej. W nekropolii spoczywają żołnierze Wojska Polskiego wchodzący w skład Armia „Poznań” i Armia „Pomorze”, którzy zginęli w dniach od 16 do 20 września 1939 podczas bitwy nad Bzurą. Ponadto na cmentarzu spoczywają żołnierze 55 Pułku Piechoty z Leszna, którzy zostali zamordowani przez Niemców w szpitalu polowym w miejscowości Jasieniec.
Na przełomie roku 2024/2025 zakończyły się prace remontowe całej kwatery. Dotychczasowe betonowe krzyże zastąpiono nowymi granitowymi. Obelisk został zburzony, a w jego miejsce ustawiono pomnik upamiętniający. Alejki pomiędzy kwaterami zrewitalizowano, zastępując stare płyty chodnikowe granitowymi. Dodatkowo dotychczasowa liczba krzyży uległa zmniejszeniu, gdyż część poległych żołnierzy była pochodzenia lub wyznania mojżeszowego. Nad ich grobami ustawiono macewy. Rewitalizacji także poddano pomnik upamiętniający poległych z 55. Pułk Piechoty. Na szczycie cokołu znajdował się kamień z wyrytym orłem bez korony. Wskutek prac remontowych orzeł uzyskał koronę.

## Opis cmentarza
Umiejscowiony jest przy trasie prowadzącej do Żdzarowa. Powierzchnia cmentarza wynosi około 3173 m². Nekropolia znajduje się na rzucie wydłużonego prostokąta z główną aleją pośrodku. Złożona jest z regularnych kwater zbiorowych oznaczonych krzyżami i tablicami. Przy wejściu do cmentarza znajduje się pomnik z inskrypcją ku czci żołnierzy 55. Pułku Piechoty. Natomiast na początku głównej alejki kwatery stoi granitowa tablica upamiętniająca ofiary bitwy nad Bzurą. Zachodnią część nekropolii stanowi cmentarz rzymskokatolicki.

## Galeria

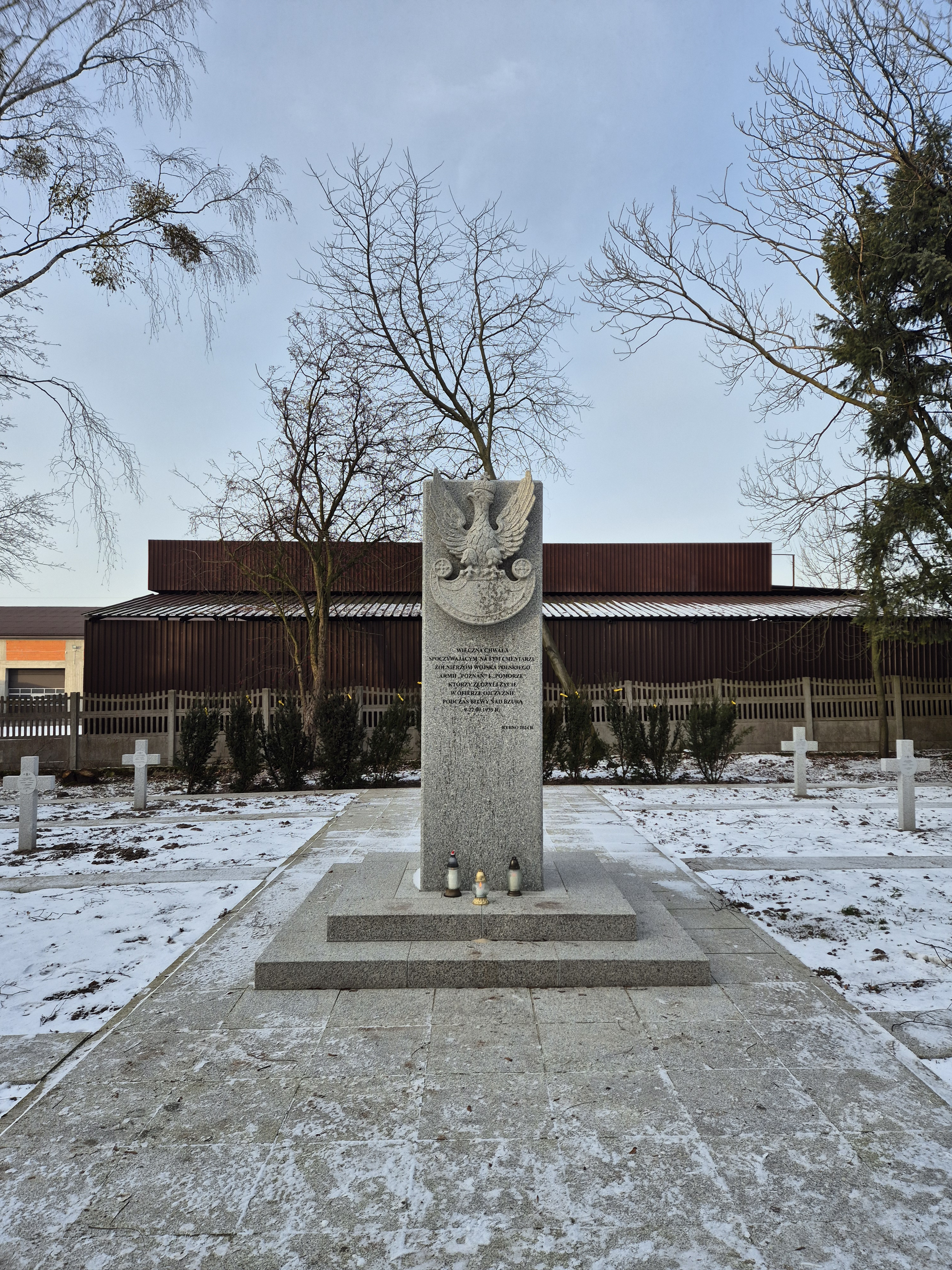
Pomnik w alei głównej
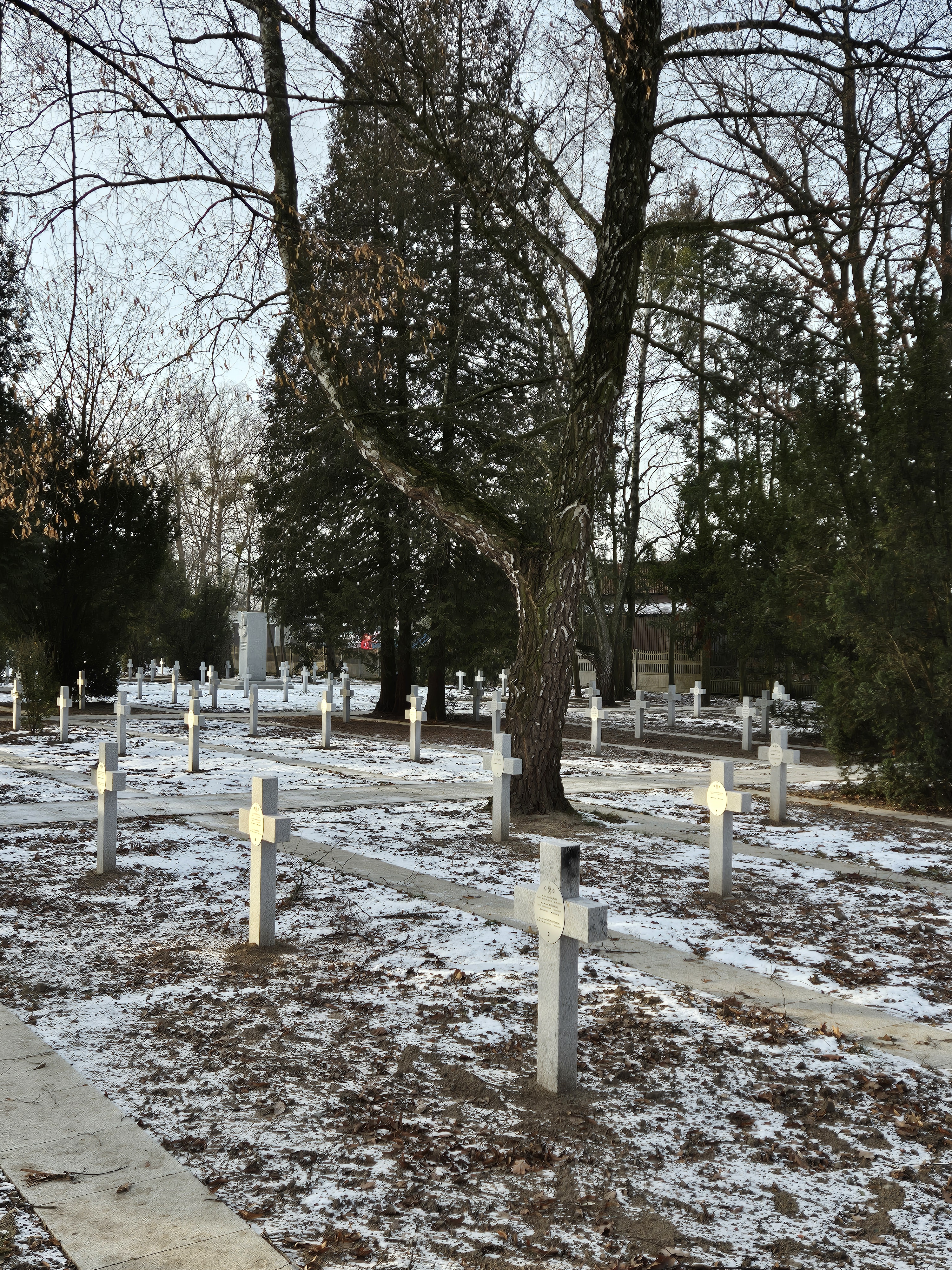
Kwatery wojskowe
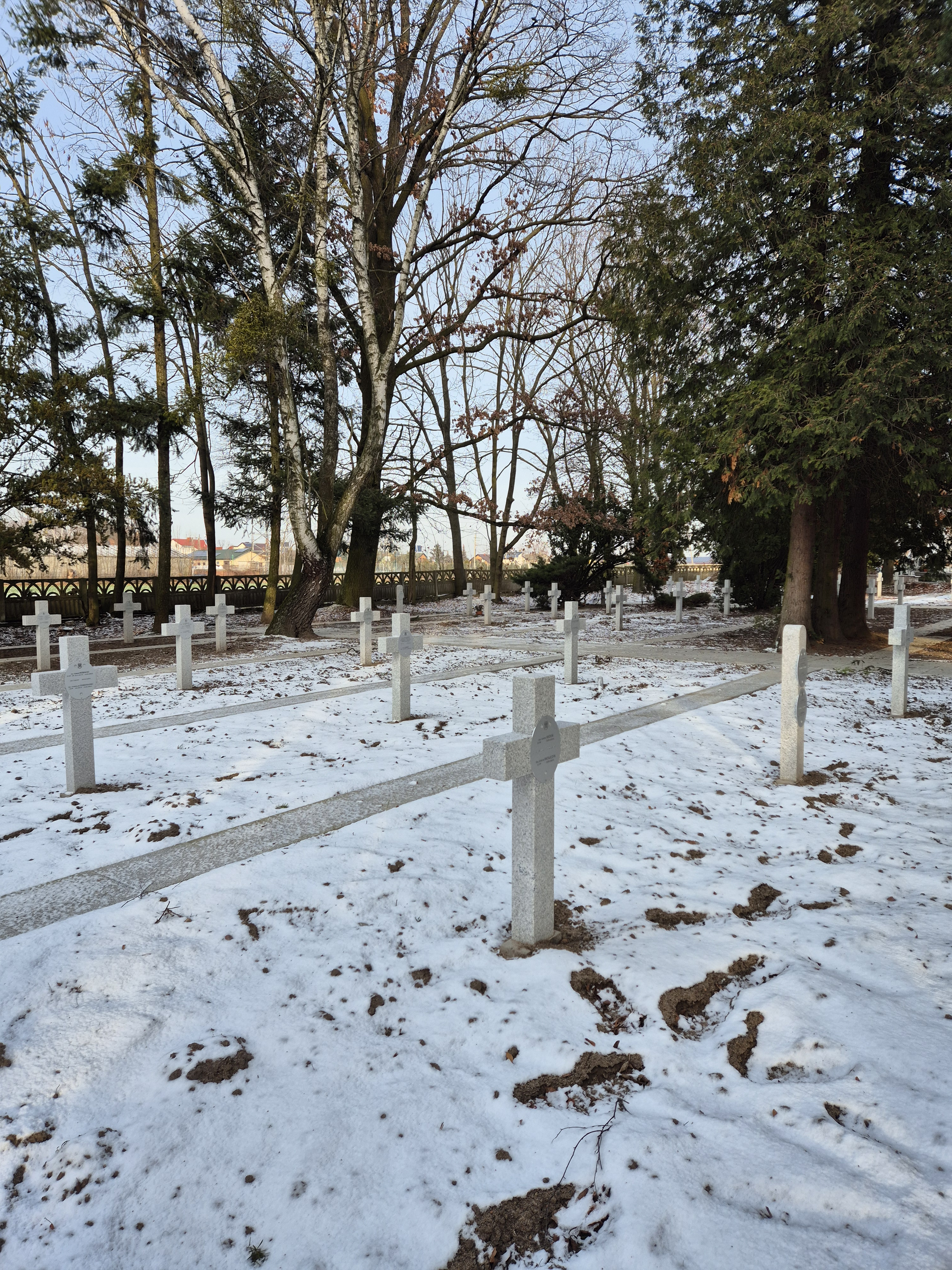
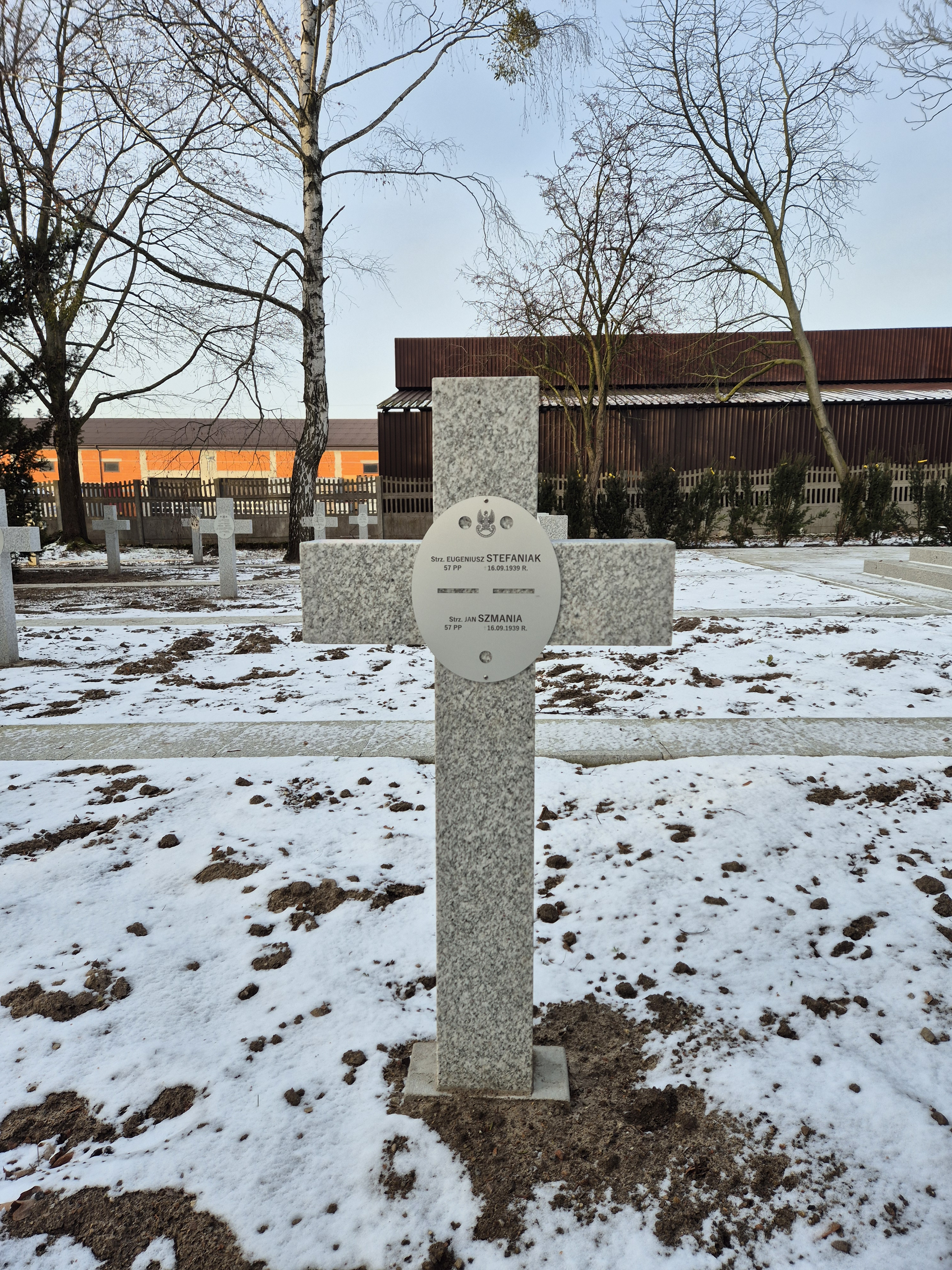
Krzyż
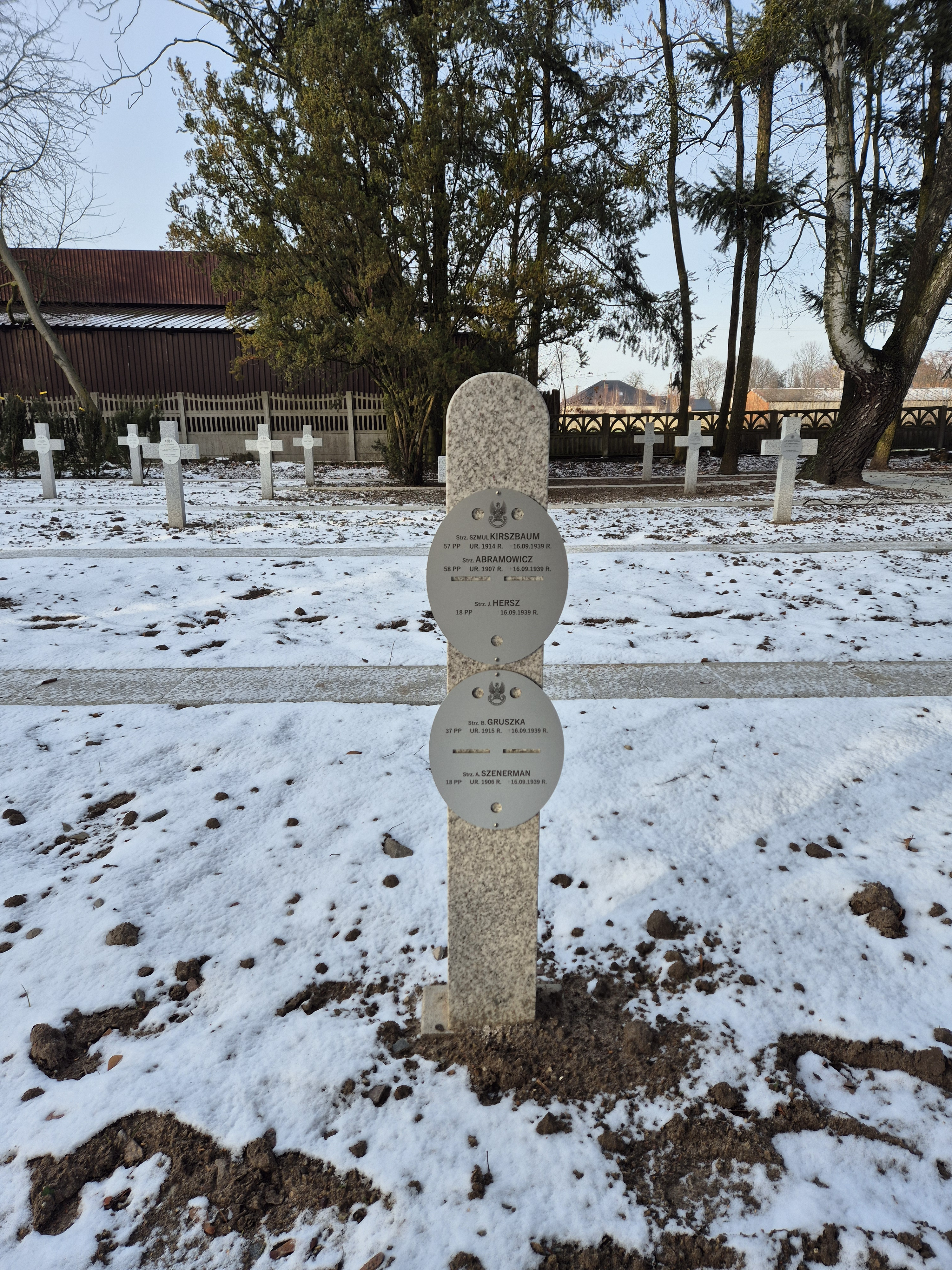
Macewa
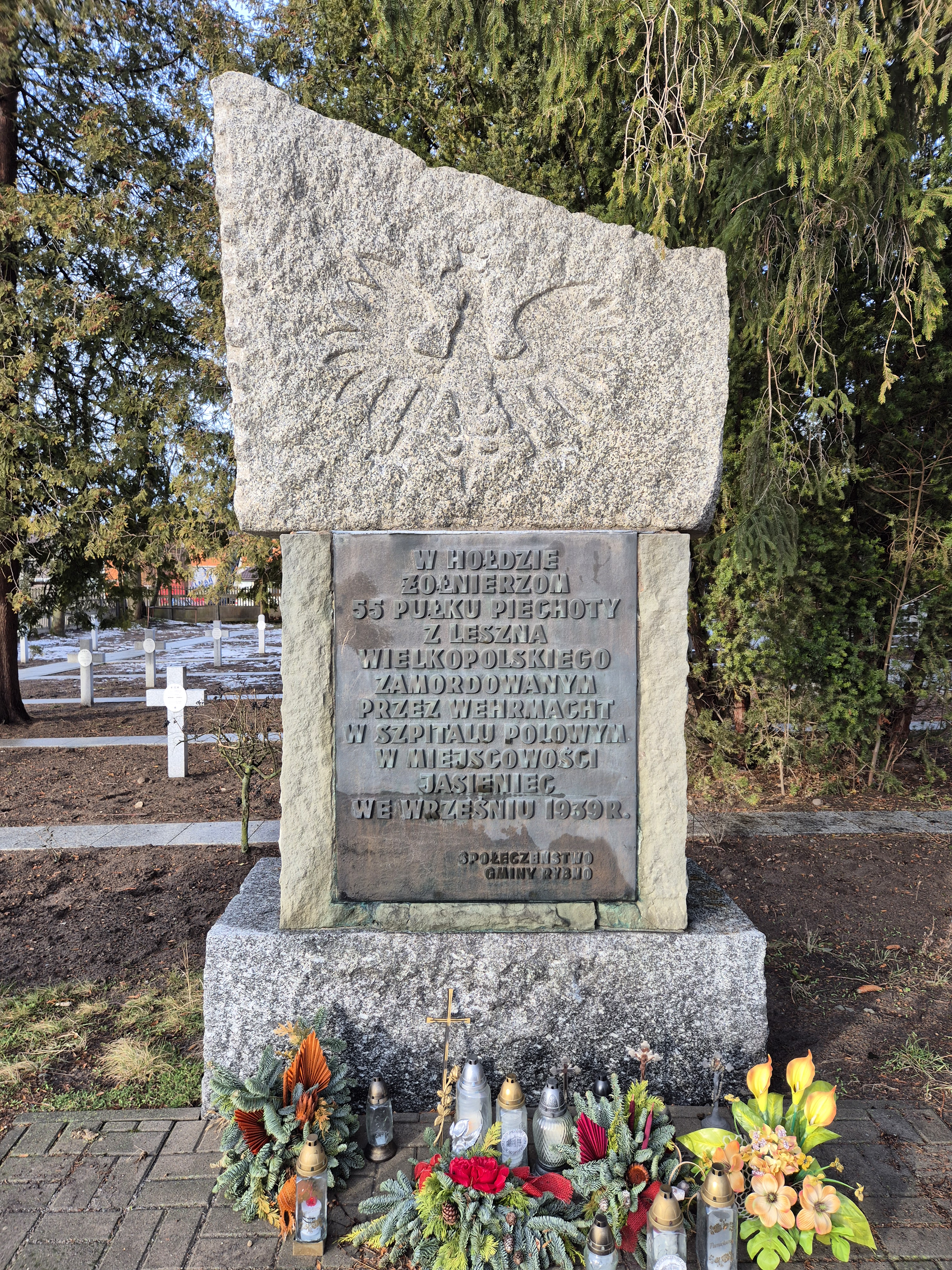
Pomnik upamiętniający żołnierzy 55. Pułku Piechoty z Leszna Wielkopolskiego
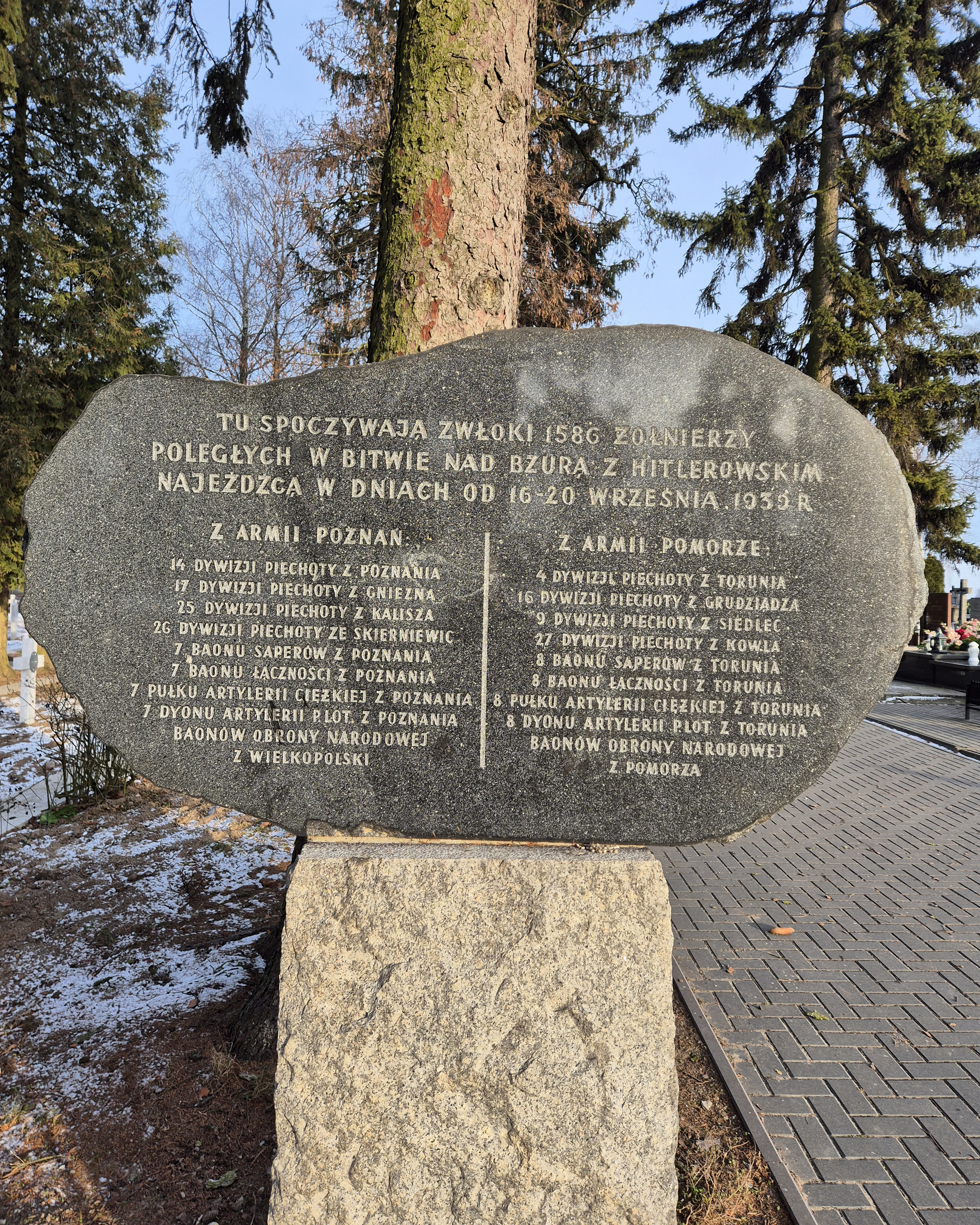
Pomnik upamiętniający poległych z armii Poznań i Pomorze
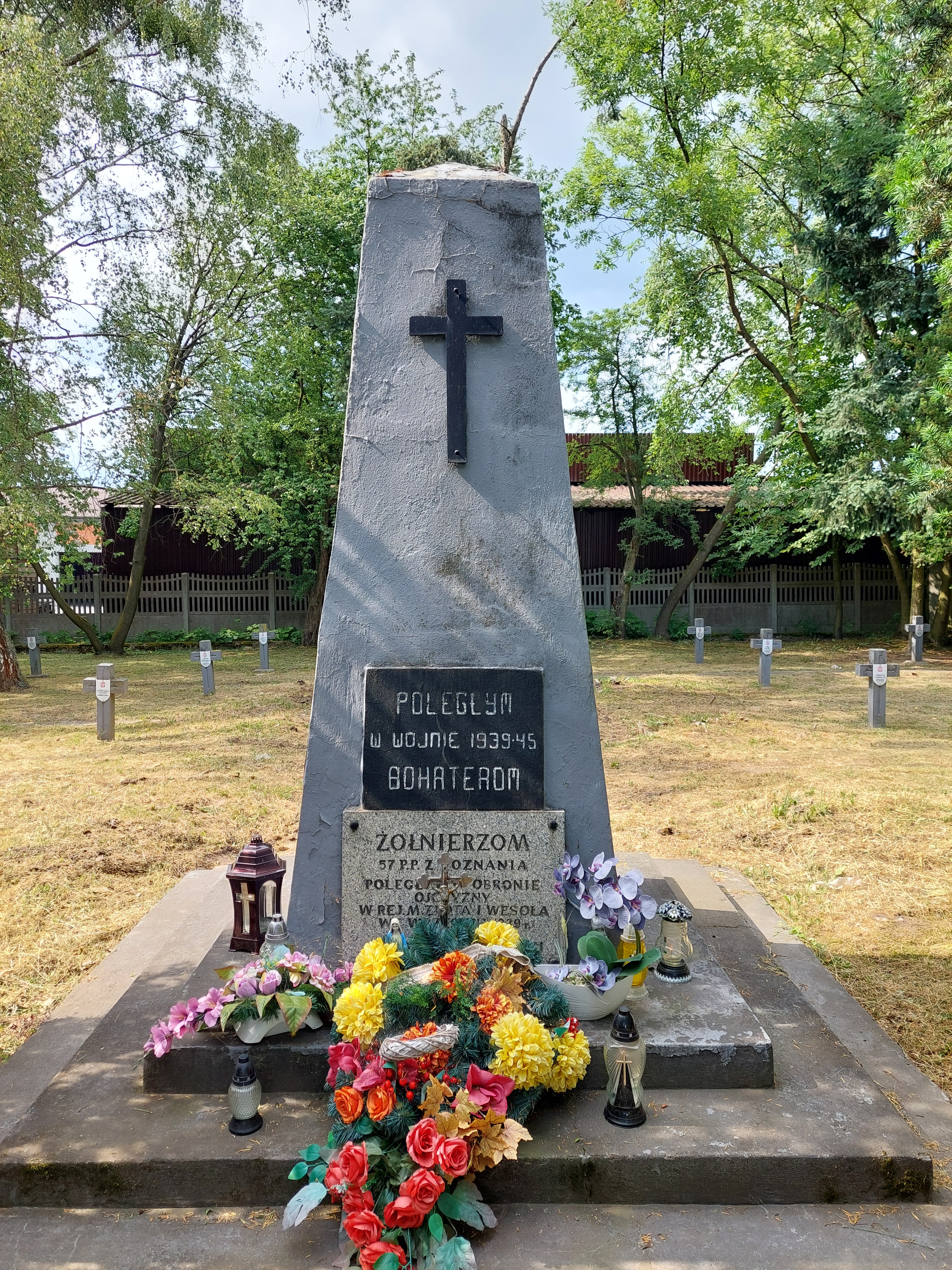
Obelisk w alei głównej - przed wyburzeniem
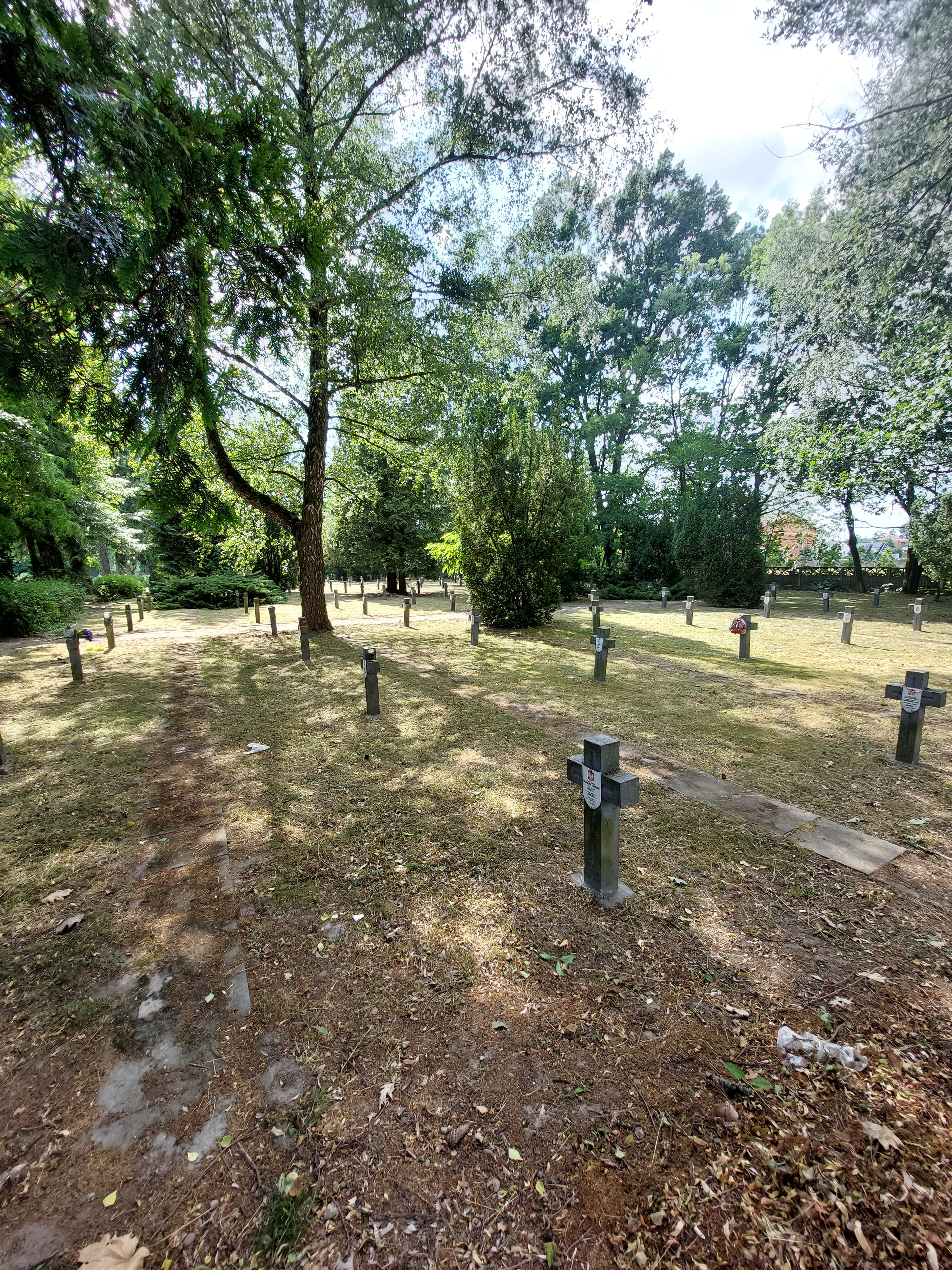
Kwatery wojskowe - przed renowacją
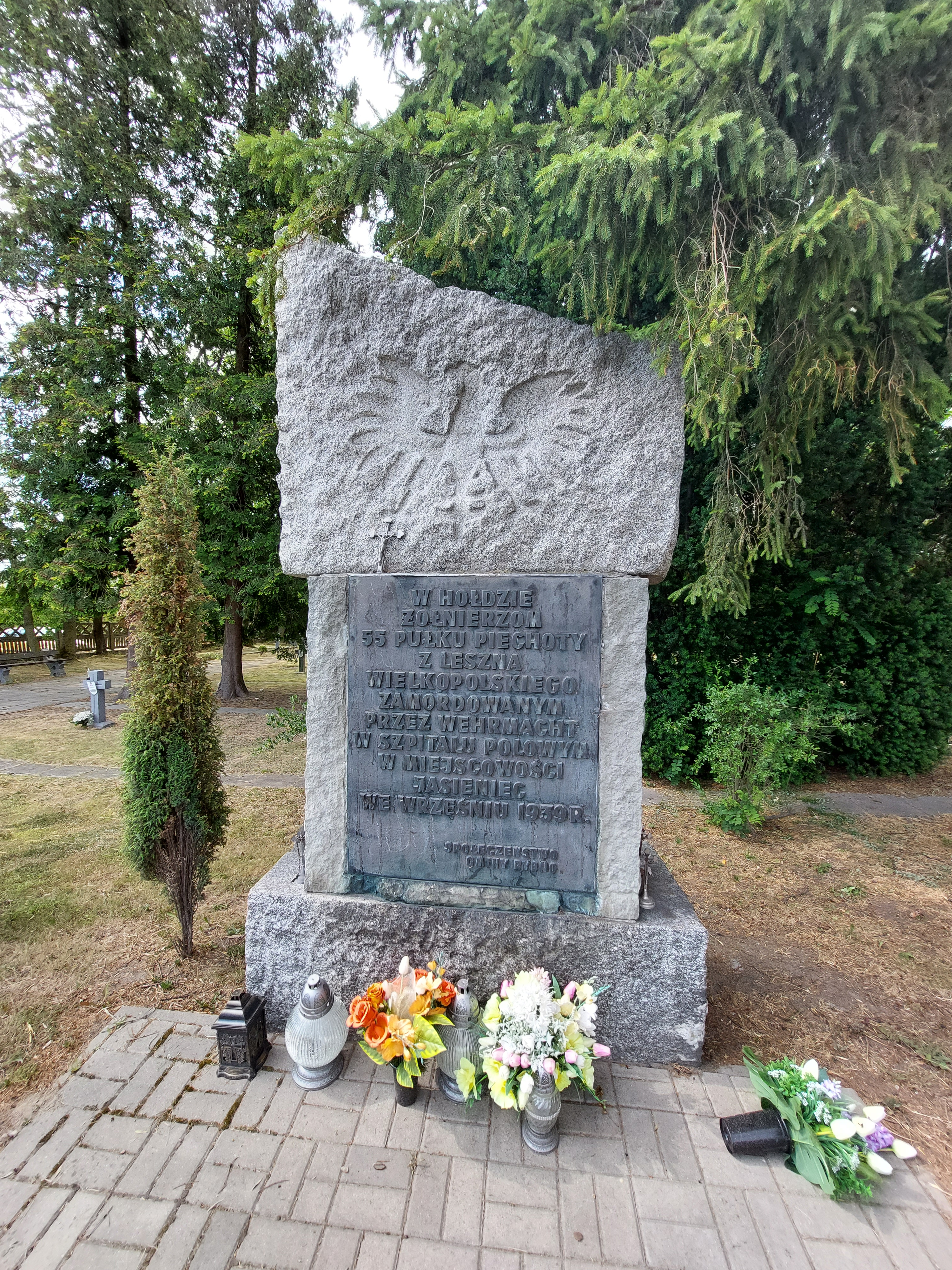
Pomnik upamiętniający żołnierzy 55. Pułku Piechoty z Leszna Wielkopolskiego - przed renowacją
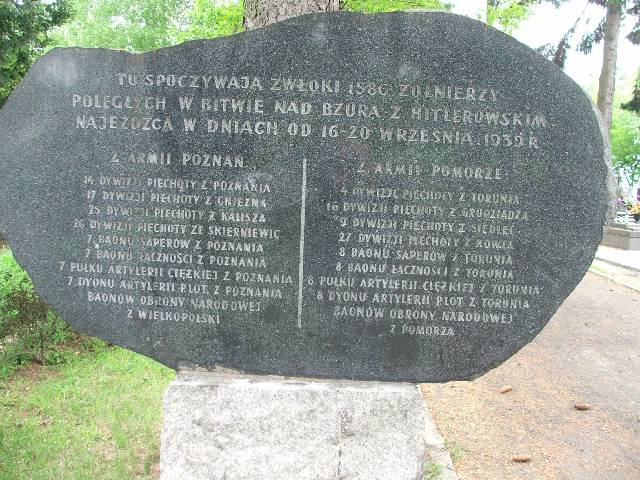
Pomnik upamiętniający poległych z armii Poznań i Pomorze - przed renowacją